# دودنی بافی سیستان
دودنی بافی یکی از هنرهای تاریخی سیستان است که بیشتر مردم سیستان از آن در تزئین خانه‌شان و گاهی هم به عنوان دفع چشم زخم از مال و جان استفاده می‌کردند. اما متأسفانه، گردی از نامهربانی بر این هنر قدیمی نشسته و در حال فراموشی است. این روزها تجملات دنیای امروز، جای خود را به هنرهایی مثل دودنی‌بافی داده‌اند.
دودنی‌بافی در اصل تورهای تزئینی است که با گیاه علفی با برگ‌های ساده منقسم و گل‌های زرد متمایل به سفید که در اکثر نقاط سیستان رویش دارد، درست می‌شود.

## دودنی بافی
در دودنی بافی این کار هنری زیبا، زنان و دختران با کاربرد وسایل و موادی ارزان قیمت و همیشه در دسترس اقدام به ساخت یک کار هنری دستی که هم جنبهٔ تزیینی دارد و هم برای چشم زخم بکار می‌رود می کنند. برای ساخت این بافتهٔ زیبا و دیدنی با استفاده از دو چوب یا نی که بصورت ضربدری یا افقی – عمودی روی هم قرار می‌گیرند و پیچیدن کاموهایی با رنگ‌های شاد و متنوع یک لوزی یا مربع با رنگ‌هایی زیبا بدست می‌آورند که برای جذابتر شدن و جلوه گری بیشتر نخهایی را که به یک اندازه می‌باشند و با دانه‌های گرد اسپند پر شده‌اند با فاصله‌هایی مساوی و به تعداد زیاد و فشرده از پایین کار آویزان می‌کنند که مربع یا مستطیل رنگی ما را چشم نواز تر می‌کنند.

## بافت دودنی
این تورهای تزئینی با گیاه علفی با برگ‌های ساده منقسم و گلهای زرد متمایل به سفید که در بسیاری از نقاط سیستان رویش دارد درست می‌شود که یک گیاه خودرو است و نیاز به هیچ دانه ای برای کاشتن ندارد و در فصل تابستان در بیشتر نقاط سیستان رویش می‌کند. اساس این هنر از میوه این گیاه که نوعی خورجین کپسول مانند است و در ماه‌های اول سال به نهایت رشد خود می‌رسد بافته می‌شود. برای ساخت این محصولات همراه دیگر زنان و خانواده به زمین‌های کشاورزی رفته و بوته‌های این گیاه را جمع می‌کنند و همرا ه خود به خانه آورده می‌شود، سپس به صورت گروهی یا فردی دانه‌های دودنی (اسپند) را از ساقه‌هایشان جدا کرده و بعد با ابزار بسیار ساده مثل نخ و سوزن مثل دانه‌های تسبیح به نخ می‌کشند. بعد از اینکه همه دودنی‌ها نخ شد، در شکل‌های مختلف لوزی، مربع و گرد، آن‌ها را روی دیوار یا سقف خانه‌ها نصب می‌کنند.